# Разговорник (фильм)
«Разгово́рник» — российский художественный фильм, созданный в 2020 году театром «Квартет И» в форме телеспектакля. Премьерный показ фильма состоялся 20 ноября 2020 года в онлайн-кинотеатре «IVI».

## Сюжет фильма
Герои фильма делятся историями из личной жизни и карьеры, погружаются в ностальгические воспоминания о родном доме, первых гастролях, отношениях с девушками. Мысли о Норд-Осте, воспоминания о приезде Майка Тайсона в Одессу, рассуждения о больших гонорарах оформлены в виде скетчей от первого лица.

## В главных ролях
- Ростислав Хаит
- Леонид Барац
- Камиль Ларин
- Александр Демидов

## Съёмочная группа
- режиссер — Сергей Сенцов
- продюсеры — Тина Канделаки, Давид Кочаров, Олег Туманов
- оператор — Михаил Милашин
- худождник — Любовь Иванова

## История создания
Основой фильма стал спектакль «Квартета И». Вследствие отсутствия возможности организовать полноценный съёмочный процесс из-за пандемии COVID-19, было решено просто перенести спектакль на экран. Инициатором создания фильма и дистрибьютором стал онлайн-кинотеатр «IVI Originals». Съёмки происходили в студии со зрителями. Аудитория в зале составляла 30-40 человек, которой руководил специальный диспетчер. Полтора часа монологов осуществлялись под фоновую музыку «Би-2».

## Критика
Блогер Алексей Экслер высказал мнение, что фильм — это такой «междусобойчик», который и не претендует на то, чтобы казаться чем-то бо́льшим, но его можно просмотреть «не без удовольствия». По его мнению, не все «байки были прямо-таки классные», но фильмом «никак не разочарован».